# جامعة بيفروست
جامعة بيفروست (بالآيسلندية: Bifröst University)‏ هي جامعة آيسلندية تقع على بعد حوالي 30 كيلومترًا شمال بورغارنيس، آيسلندا. كانت في الأصل مدرسة أعمال، تقدم أيضًا شهادات في القانون والعلوم الاجتماعية، على مستوى البكالوريوس والماجستير، بالإضافة إلى دورة تحضيرية جامعية علاجية. اعتبارًا من 2011، كان بالجامعة 573 طالبًا مسجلاً.

## الدورات
تقدم الجامعة بعض دورات برنامج التبادل باللغة الإنجليزية. مسودة من هذه الدورات في 2020 هي:
- دورات الأعمال
- دورات الاقتصاد والسياسة
- دورات اللغة (اللغة والثقافة الآيسلندية)